# Alberto Sussone
Alberto Sussone (La Spezia, 5 marzo 1891 – Marmolada, 7 novembre 1916) è stato un calciatore e militare italiano.

## Biografia
Sportivo italiano, Sussone è ricordato soprattutto per essere uno dei numerosi caduti nella prima guerra mondiale tesserati nel Genoa, alla pari dei più celebri Claudio Casanova, James Spensley e Luigi Ferraris.
In alcuni tabellini e fonti, il cognome risulta essere Sassone e non Sussone.

### Calciatore
Già impiegato nel 1908 nella Coppa Goetzlof, esordì in una partita ufficiale con la maglia del Genoa il 28 marzo 1909, nel pareggio casalingo per uno ad uno contro la Pro Vercelli. Sarà però solo nella stagione 1910-1911 che entrerà stabilmente nella rosa titolare.
Questa è però anche la sua ultima stagione agonistica, poiché si ritira nel 1911.
Sussone conta anche due presenze in Palla Dapples con i rossoblu.

### La Grande Guerra
Chiamato alle armi per l'entrata dell'Italia nella prima guerra mondiale, Sussone fu tra i 25 soci del Genoa che perirono sul fronte italiano. Il 7 novembre 1916 cadde, con il grado di capitano del 51º reggimento, sul Monte Marmolada per le ferite riportate in combattimento. Medaglia d'argento al Valor Militare.